# NeoReader
NeoReader (від англ. reader — читач) — безкоштовний мобільний додаток для сканування штрих-кодів, розроблений в США. Програма розпізнає такі види кодів: Data Matrix, QR-код, Aztec Codes, EAN, UPC і Code 128.

## Платформи
- IOS
- Android
- Symbian (більше не підтримується)